# Kalven (Aneboda socken, Småland)
Kalven är en sjö i Sävsjö kommun och Växjö kommun i Småland och ingår i Lagans huvudavrinningsområde. Sjön har en area på 0,14 kvadratkilometer och ligger 205 meter över havet.

## Delavrinningsområde
Kalven ingår i det delavrinningsområde (633964-142628) som SMHI kallar för Mynnar i Allgunnen. Medelhöjden är 210 meter över havet och ytan är 3,18 kvadratkilometer. Det finns ett avrinningsområde uppströms, och räknas det in blir den ackumulerade arean 17,52 kvadratkilometer. Vattendraget som avvattnar avrinningsområdet har biflödesordning 4, vilket innebär att vattnet flödar genom totalt 4 vattendrag innan det når havet efter 232 kilometer. Avrinningsområdet består mestadels av skog (23 procent) och sankmarker (35 procent). Avrinningsområdet har 0,14 kvadratkilometer vattenytor vilket ger det en sjöprocent på 4,4 procent. Bebyggelsen i området täcker en yta av 1,01 kvadratkilometer eller 32 procent av avrinningsområdet.